# Jonathan Helton
Jonathan Helton (* im 20. Jahrhundert) ist ein US-amerikanischer Saxophonist und Musikpädagoge.

## Leben und Wirken
Helton studierte an der North Carolina School of the Art und erwarb den Master- und Doktorgrad an der Northwestern University. Seine wichtigsten Lehrer waren Frederick Hemke und James Houlik. Zwei Harriet-Hale-Woolley-Scholarships ermöglichten ihm Studien bei Daniel Deffayet am Conservatoire de Paris und bei Jean-Marie Londeix  am Conservatoire National de Région de Bordeaux. Er ist Professor für Saxophon an der University of Florida, außerdem Vorstandsmitglied der North American Saxophone Alliance und der Illinois State Music Teachers' Association sowie Mitherausgeber der Zeitschrift The Saxophone Symposium. Hier und in anderen Musikjournalen veröffentlichte er musikanalytische Schriften und Rezensionen; auch verfasste er eine Biographie des Saxophonisten und Musikpädagogen Frederick Hemke.
Als Saxophonist trat er mit verschiedenen amerikanischen Sinfonieorchestern, der United States Navy Band und dem Twelfth und Fifteenth World Saxophone Congress Wind Orchestras, gastierte u. a. Paris, Bordeaux, Marseille, London, Peking, Shanghai, Tianjin, Tokio, Taipei, Vancouver, Montreal und Calgary, bei den Welt-Saxophonkongressen in Bangkok und Montreal, der Konferenz der World Association of Symphonic Bands and Ensembles (WASBE) und beim 33. US Navy Band International Saxophone Symposium in Washington. Er trat im Rundfunk auf und spielte CDs für die Labels Centaur, Elf/Ludwig, Innova und Mark Records ein. Seine Aufnahme von Ingolf Dahls Saxophonkonzert wurde für einen Grammy nominiert.

## Diskographie
- Witch Doctor – Bat Out of Hell – Paul Richards

(mit der University of Florida Wind Symphony unter Leitung von David Waybright)

- Music for Saxophone and Cello

Walk on Water – Dorothy Chang

Field Music: Ash – Jonathan Elliott

Lake Reflecting Stars with Moonrise – Augusta Read Thomas

Bid Call – Libby Larsen

Four Short Songs: a certain sadness – Mark Engebretson

Sonate pour saxophone alto et violoncelle – Edison Denisov

(mit Steven Thomas, Cello)

- American Music for Saxophone and Piano

Distances Within Me – John Anthony Lennon

Holy Roller – Libby Larsen

Odd Preludes – Jonathan Elliott

Sonata for saxophone and piano – William Albright

Summer Nocturne – Sherwood Shaffer

(mit Barbara Gonzalez-Palmer, Piano)

- Mountain Music

Concerto for saxophone and wind orchestra – Ingolf Dahl

(mit der University of Florida Wind Symphony unter David Waybright)

- July

July – Michael Torke

Quartet for Saxophones – Tayloe Harding

Quartette (Allegro de concert) – Caryl Florio

Quartet for Saxophones – Arthur Lauer

Escape to the Center – Dana Wilson

Quartet for Saxophones – Elliot Del Borgo

(mit dem Chicago Saxophone Quartet: Wayne Richards, Sopransaxophon; Paul Bro, AS, Jonathan Helton, TS, James Kasprzyk, BS)

- Hidden Melodies Music of Yehuda Yannay

Five Pieces for Three Players – Yehuda Yannay

(mit Frankie Kelly, Klarinette und Linda Siegel, Marimba)

- Nostalgie Music From Northwestern, Vol. 8

Nostalgie – M. William Karlins

(mit dem Northwestern Alumni Saxophone Ensemble unter John Boyd)

- Voices Rising from the Reeds

Agnus Dei (from Winter’s Dream) – Paul Harvey

(mit dem University of Florida Chorus unter Will Kesling)

## Weblink
- Homepage von Jonathan Helton

## Quelle
- University of Florida - Dr. Jonathan Helton, Professor

| Personendaten    | Personendaten                                   |
| ---------------- | ----------------------------------------------- |
| NAME             | Helton, Jonathan                                |
| KURZBESCHREIBUNG | US-amerikanischer Saxophonist und Musikpädagoge |
| GEBURTSDATUM     | 20. Jahrhundert                                 |